# Tuyên Hóa, Trương Gia Khẩu
Tuyên Hóa (tiếng Trung: 宣化; bính âm: Xuānhuā) là một khu (quận) thuộc thành phố Trương Gia Khẩu, tỉnh Hà Bắc, Trung Quốc. Tuyên Hóa cách Bắc Kinh 180 km về phía tây bắc. Tuyên Hóa vốn là một thành phố có lịch sử lâu dài và có vị trí quân sự quan trọng. Trong thời gian gần đây, quận được công nghiệp hóa mạnh mẽ với các khu phát triển công nghệ cao. Tuyên Hóa cũng được biết đến với ngành trồng nho.

## Nhai đạo
| - Thiên Thái Tự (天泰寺街道) - Hoàng Thành (皇城街道) - Nam Quan (南关街道) - Nam Đại (南大街道) | - Đại Bắc (大北街道) - Công nghiệp (工业街道) - Kiến Quốc (建国街道) |

### Trấn
- Bàng Gia Bảo (庞家堡镇)

### Hương
- Hà Tử Tây (河子西乡)
- Xuân Quang (春光乡)
- Hầu Gia Miếu (侯家庙乡)